# James Abourezk

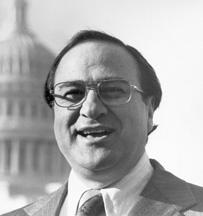
James Abourezk

James George Abourezk, född 24 februari 1931 i Wood i Mellette County, South Dakota, död 24 februari 2023 i Sioux Falls, South Dakota, var en amerikansk demokratisk politiker. Han var den första arabamerikanen som blev invald i USA:s senat.
Abourezk tjänstgjorde i USA:s flotta 1948-1952. Han avlade 1966 juristexamen vid University of South Dakota. Därefter inledde han sin karriär som advokat i Rapid City. Han var ledamot av USA:s representanthus 1971-1973 och ledamot av USA:s senat 1973-1979. Han kandiderade inte till omval efter en mandatperiod i senaten.
Abourezk var kristen av libanesisk härkomst. Han dog samma dag som han fyllde 92 år.